# Deltasta mišica
Deltasta imenovana tudi trikotna mišica (latinsko musculus deltoideus) je trikotne oblike in izvira s ključnice, kolčice in grebena lopatice. Prirašča se na deltasto grčavino na lateralni strani nadlahtnice. Pod njo je sinovialna vreča (bursa subdeltoidea). Mišica kot celota odmika (abducira) nadlaket do horizontale, sprednji snopi izvajajo anteverzijo in notranjo rotacijo, zadajšnji snopi pa retroverzijo in zunanjo rotacijo. Skrbi za stalen stik sklepnih površin v ramenskem sklepu.
Oživčuje jo aksilarni živec (ki poteka iz vratnih vretenc C5 in C6).